# Hamburg-Nienstedten
Hamburg-Nienstedten is een onderdeel (Stadtteil) van het district (Bezirk) Hamburg-Altona in de Duitse stad Hamburg, en hoort bij de Elbvororten.
Het ligt op de hoge noordoever van de Elbe, Geestrücken genoemd, ten westen van het Flottbekdal. Langs het water loopt de bij wandelaars zeer populaire Elbuferweg, en iets hoger de smalle en drukke hoofdweg Elbchaussee. In het noorden paalt het aan Osdorf waar zich ook de S-Bahn lijn S1 bevindt met de stations Klein Flottbek en Hochkamp; in het westen aan Blankenese en in het oosten aan Othmarschen.
De plaats Klein-Flottbek behoort grotendeels tot Nienstedten.
Het wordt voor een groot deel ingenomen door villawijken en enkele groenzones: het Hirschpark, het Westerpark en het Wesselhöftpark. Het werd tijdens de Tweede Wereldoorlog nauwelijks beschadigd.
Het Internationaal Hof voor Zeerecht van de Verenigde Naties heeft hier zijn standplaats.